# 小行星5107
小行星5107（5107 Laurenbacall）是一颗围绕太阳公转的小行星。1987年2月24日，亨利·德波鸿诺在拉西拉天文台发现了此天体。
这颗小行星的绝对星等为273.82588等。